# NGC 1352
NGC 1352 este o galaxie lenticulară situată în constelația Eridanul. A fost descoperită în 11 decembrie 1835 de către John Herschel. Se află la o distanță de 58,73 de megaparseci de Pământ.